# Huizenlijst
De huizenlijst was een document waarin alle huizen van een dorp in de Meierij van 's-Hertogenbosch werden opgetekend teneinde te kunnen bepalen hoeveel belasting opgelegd kon worden. 
In een resolutie van 20 september 1736 verordonneerden de Staten-Generaal de invoering van de huizenlijsten: "van nu af aan zal worden geformeerd van ieder plaats en dorp van de Meierij een lijst of quohier van alle de huijsen en wooningen in ieder district, met bijvoeging van de eigenaar van ieder en van den bewoonder; dat die huijsen en woningen zullen moeten geteld worden naar een sekere ordre, ieder in haar haartgang, hoeck of gehucht, het eerste van dien genummerd no 1, het tweede no 2 en soo vervolgens." 
Elke vijf jaar moest een nieuwe huizenlijst worden opgemaakt, waarbij de huizen het eenmaal gegeven nummer moesten blijven behouden. In geval van nieuwe huizen moest een A, B of C aan het bestaande nummer worden toegevoegd. De huizenlijsten moesten op de secretarie van het dorpsbestuur worden bewaard en een duplicaat diende bij de Ontvanger der gemene middelen in 's-Hertogenbosch te worden ingeleverd. De laatste maal dat huizenlijsten werden opgesteld was in 1791.